# Municipio de Camden (Illinois)
El municipio de Camden (en inglés: Camden Township) es un municipio ubicado en el condado de Schuyler en el estado estadounidense de Illinois. En el año 2010 tenía una población de 229 habitantes y una densidad poblacional de 2,4 personas por km².

## Geografía
El municipio de Camden se encuentra ubicado en las coordenadas 40°8′54″N 90°44′16″O / 40.14833, -90.73778. Según la Oficina del Censo de los Estados Unidos, el municipio tiene una superficie total de 95.6 km², de la cual 95,6 km² corresponden a tierra firme y (0 %) 0 km² es agua.

## Demografía
Según el censo de 2010, había 229 personas residiendo en el municipio de Camden. La densidad de población era de 2,4 hab./km². De los 229 habitantes, el municipio de Camden estaba compuesto por el 99,56 % blancos, el 0,44 % eran amerindios. Del total de la población el 0 % eran hispanos o latinos de cualquier raza.